# Cerkiew w Jarosławiu
Cerkiew w Jarosławiu – dawna drewniana cerkiew w Jarosławiu.
Cerkiew nieznanego wezwania powstała w 1634 roku. Nie miała wieży. Dach kopulasty, gontowy, z sygnaturką na dachu nawy. Cerkiew rozebrano w celu rekonstrukcji w 1914 roku. Budulec spaliło wojsko.